# Melodia (magnetofon)
Melodia – pierwszy polski monofoniczny, lampowy, dwuścieżkowy, magnetofon szpulowy, produkowany od 1958 roku przez Zakłady Radiowe im. Marcina Kasprzaka w Warszawie.

## Dane techniczne
- Wymiary: 420 × 320 × 200 mm
- Masa: ok 20 kg
- Dwie prędkości przesuwu taśmy: 9,5 cm/s i 19 cm/s[3]
- Maksymalna średnica szpuli: 18 cm
- Wbudowany wzmacniacz oraz głośnik
- Podzespoły elektroniczne
  - Lampy elektronowe:
    - 2 × ECC85
    - EL84
    - EM4 – wskaźnik wysterowania („magiczne oko”)

  - SPS6B (prostownik selenowy produkcji Telpod)